# Pia Bosch
Pia Bosch i Codolà es una psicóloga y gestora pública catalana. Entre 1995 y 2011 ocupó diversos cargos políticos y de dirección pública en distintas administraciones públicas catalanas. 

## Biografía
Pia Bosch cursó la licenciatura en Psicología por la Universidad Autónoma de Barcelona en 1985. 
Dentro de su formación posgraduada realizó un máster en Terapia familiar por la Universidad Autónoma de Barcelona en 1994. 
Es también diplomada en Estudios avanzados y suficiencia investigadora por la Universidad de Gerona desde el año 1998. 
También ha cursado estudios de posgrado de Ciencias políticas y sociales en la Universidad Pompeu Fabra. 
Es diplomada en Gestión pública por IESE, Business School. 
Fue becaria del Departamento de Estado del Gobierno de Estados Unidos dentro del programa de visitantes internacionales (IVLP). 
Posee el "Specialization Certificate in International Relations, Geopolitics and Global Governance" (IBEI-UOC) y ha realizado el "Curso de Unión Europea" en el Centro de estudios internacionales (CEI) de Barcelona

## Trayectoria profesional y política
Ha ejercido como psicóloga clínica en el equipo psicoterapéutico gerundense "Plataforma" y ha sido asesora psicopedagógica de varios institutos gerundenses. Formó parte del Turno de intervención profesional del Colegio Oficial de Psicólogos de Cataluña para la adopción internacional.
Ha sido profesora asociada del Departamento de Psicología de la Universidad de Gerona, docente del Instituto de Ciencias de la Educación de dicha universidad y vocal de formación del Colegio de Psicólogos en Gerona. Asimismo, ha sido vocal de formación de la Junta del Colegio Oficial de Psicólogos de Cataluña y ha presidido su Consejo Social.
Fue Concejala delegada de servicios sociales del Ayuntamiento de Gerona entre 1995 y 1999, fue teniente de alcalde de servicios sociales, mujer y ocupación en la siguiente corporación municipal, entre 1999 y 2004, y de promoción de la ciudad durante el mismo 2004. Ha sido consejera comarcal y portavoz en el Consejo Comarcal del Gironés. 
Fue Delegada territorial del gobierno de la Generalitat, presidido por Pasqual Maragall, de las comarcas gerundenses de enero de 2004 a septiembre de 2006.
Diputada al Parlamento de Cataluña por el grupo socialista del 2006 al 2010, formó parte de las comisiones de bienestar e inmigración, derechos de las mujeres, control de la CCMA (Corporación catalana de medios audiovisuales) y fue secretaria de la mesa de la comisión de acción exterior y Unión Europea.
De 2008 a 2011 representó a Cataluña en la Delegación española en el Congreso de poderes locales y regionales del Consejo de Europa. Dentro del CPLRE formó parte de las comisiones institucional y de cohesión social.
Fue candidata del PSC a la alcaldía de Gerona. De 2011 a 2015 fue líder de la oposición y portavoz del PSC en el Ayuntamiento de Gerona. También portavoz socialista en la Diputación de Gerona. 
Desde 2015 ha sido Asesora técnica de la Diputación de Barcelona. En el Área de Relaciones Internacionales ha coordinado el estudio "Estratégies d'internacionalització dels municipis de la demarcació de Barcelona". En el área de Cultura ha sido responsable de las acciones de internacionalización y del seguimiento de órganos colegiados.